# Danser sur la lune
Danser sur la lune est une chanson écrite par l'auteur-compositeur français  Emmanuel Cottalorda,, chantée par Marilou Bourdon (et par Merwan Rim dans la version européenne).
Elle est le titre phare de l'album Marilou sorti en 2007.
Le titre fut classé no 1 durant 8 semaines au Québec[réf. nécessaire], no 2 en Belgique[réf. nécessaire] et no 11 en France.